# Aserbajdsjan i Eurovision Song Contest
Aserbajdsjan debuterede i Eurovision Song Contest i 2008, da İTV blev aktive medlemmer af EBU 7. juni 2007.
Tidligere prøvede en anden Aserbajsjanisk tv station, AzTV at blive medlem af EBU, men dette ville EBU ikke tillade, da stationen var for nært knyttet til regeringen i Aserbajdsjan.
Aserbajdsjan var det sidste land fra Kaukasus-området til at deltage i ESC, da både Georgien og Armenien deltog tidligere.
I 2011 vandt Aserbajdsjan deres første sejre ved ESC, de opnåede 211 point. I perioden 2008-2010 opnåede de 3 top-10 placering.

## Repræsentanter
Nøgle
     Vinder
     Anden plads
     Tredje plads
     Sidste plads
     Deltager valgt, men konkurrerede ikke
| År   | Kunstner                         | Sang                  | Sprog                   | Oversættelse     | Finale             | Point              | Semi               | Point              |
| ---- | -------------------------------- | --------------------- | ----------------------- | ---------------- | ------------------ | ------------------ | ------------------ | ------------------ |
| 2008 | Elnur Hüseynov & Samir Cavadzadə | "Day After Day"       | Engelsk                 | Dag efter dag    | 8                  | 132                | 6                  | 96                 |
| 2009 | Aysel Teymurzadeh & Arash        | "Always"              | Engelsk                 | Altid            | 3                  | 207                | 2                  | 180                |
| 2010 | Safura Alizadeh                  | "Drip Drop"           | Engelsk                 | Drip dryp        | 5                  | 145                | 2                  | 113                |
| 2011 | Eldar og Nigar                   | "Running Scared"      | Engelsk                 | Løber bange      | 1                  | 211                | 2                  | 122                |
| 2012 | Sabina Babayeva                  | "When the Music Dies" | Engelsk                 | Når musikken dør | 4                  | 150                | Værtsland          | Værtsland          |
| 2013 | Farid Mammadov                   | "Hold Me"             | Engelsk                 | Hold mig         | 2                  | 234                | 1                  | 139                |
| 2014 | Dilara Kazimova                  | "Start a Fire"        | Engelsk                 | Start en brand   | 22                 | 33                 | 9                  | 57                 |
| 2015 | Elnur Hüseynov                   | "Hour of the Wolf"    | Engelsk                 | Ulvetimen        | 12                 | 49                 | 10                 | 53                 |
| 2016 | Samra                            | "Miracle"             | Engelsk                 | Mirakel          | 17                 | 117                | 6                  | 185                |
| 2017 | Dihaj                            | "Skeletons"           | Engelsk                 | Skeletter        | 14                 | 120                | 8                  | 150                |
| 2018 | Aisel                            | "X My Heart"          | Engelsk                 | Kryds mit hjerte | Ikke kvalificeret  | Ikke kvalificeret  | 11                 | 94                 |
| 2019 | Chingiz                          | "Truth"               | Engelsk                 | Sandhed          | 8                  | 302                | 5                  | 224                |
| 2020 | Samira Efendi                    | "Cleopatra"           | Engelsk                 | Kleopatra        | Konkurrence aflyst | Konkurrence aflyst | Konkurrence aflyst | Konkurrence aflyst |
| 2021 | Efendi                           | "Mata Hari"           | Engelsk                 | —                | 20                 | 65                 | 8                  | 138                |
| 2022 | Nadir Rustamli                   | "Fade To Black"       | Engelsk                 | Falme til sort   | 16                 | 106                | 10                 | 96                 |
| 2023 | TuralTuranX                      | "Tell Me More"        | Engelsk                 | Fortæl mig mere  | Ikke kvalificeret  | Ikke kvalificeret  | 14                 | 4                  |
| 2024 | Fahree feat. Ilkin Dolvatov      | "Özünlə Apar"         | Engelsk, aserbajdsjansk | Tag det med dig  | Ikke kvalificeret  | Ikke kvalificeret  | 14                 | 11                 |
| 2025 | Mamagama                         | "Run With U"          | Engelsk                 | Løber med dig    | Ikke kvalificeret  | Ikke kvalificeret  | 15                 | 7                  |

## Pointstatistik (2008-2025)

### Flest point til og fra - top 5
NB: Kun point givet i finalerne er talt med.
| Aserbajdsjan har givet flest point til | Aserbajdsjan har givet flest point til | Aserbajdsjan har givet flest point til |
| Placering                              | Land                                   | Point                                  |
| -------------------------------------- | -------------------------------------- | -------------------------------------- |
| 1                                      | Ukraine                                | 170                                    |
| 2                                      | Rusland                                | 121                                    |
| 3                                      | Israel                                 | 113                                    |
| 4                                      | Italien                                | 85                                     |
| 5                                      | Sverige                                | 66                                     |

| Aserbajdsjan har modtaget flest point til | Aserbajdsjan har modtaget flest point til | Aserbajdsjan har modtaget flest point til |
| Placering                                 | Land                                      | Point                                     |
| ----------------------------------------- | ----------------------------------------- | ----------------------------------------- |
| 1                                         | Rusland                                   | 124                                       |
| 2                                         | Georgien                                  | 119                                       |
| 3                                         | Moldova                                   | 103                                       |
| 4                                         | Ukraine                                   | 99                                        |
| 5                                         | Malta                                     | 75                                        |

### 12 point til og fra
NB: Kun 12 point givet i finalerne siden er talt med.
| Aserbajdsjan har modtaget 12 point fra | Aserbajdsjan har modtaget 12 point fra                                                       | Aserbajdsjan har modtaget 12 point fra |
| År                                     | Jury                                                                                         | Televoting                             |
| -------------------------------------- | -------------------------------------------------------------------------------------------- | -------------------------------------- |
| 2008                                   | Tyrkiet, Ungarn                                                                              | Ingen separat televoting               |
| 2009                                   | Tyrkiet                                                                                      | Ingen separat televoting               |
| 2010                                   | Bulgarien, Malta, Tyrkiet, Ukraine                                                           | Ingen separat televoting               |
| 2011                                   | Malta, Rusland, Tyrkiet                                                                      | Ingen separat televoting               |
| 2012                                   | Litauen, Malta, Tyrkiet, Ukraine                                                             | Ingen separat televoting               |
| 2013                                   | Bulgarien, Georgien, Grækenland, Israel, Litauen, Malta, Montenegro, Rusland, Ungarn, Østrig | Ingen separat televoting               |
| 2014                                   | San Marino                                                                                   | Ingen separat televoting               |
| 2015                                   | Tjekkiet                                                                                     | Ingen separat televoting               |
| 2017                                   | Italien, Portugal                                                                            | Georgien                               |
| 2019                                   | Rusland                                                                                      | Rusland                                |
| 2022                                   | Grækenland, Serbien, Spanien                                                                 | Modtog ikke 12 point                   |

| Aserbajdsjan har givet 12 point til | Aserbajdsjan har givet 12 point til | Aserbajdsjan har givet 12 point til |
| År                                  | Jury                                | Televoting                          |
| ----------------------------------- | ----------------------------------- | ----------------------------------- |
| 2008                                | Tyrkiet                             | Ingen separat televoting            |
| 2009                                | Tyrkiet                             | Ingen separat televoting            |
| 2010                                | Tyrkiet                             | Ingen separat televoting            |
| 2011                                | Ukraine                             | Ingen separat televoting            |
| 2012                                | Tyrkiet                             | Ingen separat televoting            |
| 2013                                | Ukraine                             | Ingen separat televoting            |
| 2014                                | Rusland                             | Ingen separat televoting            |
| 2015                                | Rusland                             | Ingen separat televoting            |
| 2016                                | Rusland                             | Rusland                             |
| 2017                                | Hviderusland                        | Bulgarien                           |
| 2018                                | Albanien                            | Israel                              |
| 2019                                | Rusland                             | Rusland                             |
| 2021                                | Rusland                             | Israel                              |
| 2022                                | Storbritannien                      | Ukraine                             |
| 2023                                | Israel                              | Israel                              |
| 2024                                | Schweiz                             | Kroatien                            |
| 2025                                | Israel                              | Israel                              |

### Flest point til og fra - alle lande
NOTE:Kun point fra finalerne er talt med
| Aserbajdsjan har givet point til | Aserbajdsjan har givet point til | Aserbajdsjan har givet point til |
| Placering                        | Land                             | Point                            |
| -------------------------------- | -------------------------------- | -------------------------------- |
| 1                                | Ukraine                          | 170                              |
| 2                                | Rusland                          | 121                              |
| 3                                | Israel                           | 113                              |
| 4                                | Italien                          | 85                               |
| 5                                | Sverige                          | 66                               |
| 6                                | Moldova                          | 61                               |
| 7                                | Georgien                         | 55                               |
| =                                | Grækenland                       | 55                               |
| 9                                | Malta                            | 54                               |
| 10                               | Tyrkiet                          | 48                               |
| 11                               | Norge                            | 45                               |
| 12                               | Schweiz                          | 40                               |
| 13                               | Rumænien                         | 39                               |
| 14                               | Bulgarien                        | 37                               |
| 15                               | Ungarn                           | 36                               |
| 16                               | Albanien                         | 35                               |
| 17                               | Cypern                           | 33                               |
| 18                               | Hviderusland                     | 32                               |
| 19                               | Portugal                         | 31                               |
| =                                | Spanien                          | 31                               |
| 21                               | Estland                          | 27                               |
| =                                | Storbritannien                   | 27                               |
| 23                               | Kroatien                         | 22                               |
| 24                               | Finland                          | 21                               |
| 25                               | Frankrig                         | 20                               |
| =                                | Polen                            | 20                               |
| 27                               | Australien                       | 18                               |
| =                                | Serbien                          | 18                               |
| 29                               | San Marino                       | 16                               |
| 30                               | Irland                           | 15                               |
| =                                | Slovenien                        | 15                               |
| 32                               | Holland                          | 14                               |
| 33                               | Litauen                          | 13                               |
| 34                               | Nordmakedonien                   | 11                               |
| =                                | Østrig                           | 11                               |
| 36                               | Danmark                          | 9                                |
| =                                | Tjekkiet                         | 9                                |
| 38                               | Luxembourg                       | 8                                |
| =                                | Tyskland                         | 8                                |
| 40                               | Belgien                          | 7                                |
| 41                               | Bosnien-Hercegovina              | 5                                |
| =                                | Letland                          | 5                                |
| 43                               | Montenegro                       | 2                                |
| 44                               | Andorra                          | 0                                |
| =                                | Armenien                         | 0                                |
| =                                | Island                           | 0                                |
| =                                | Jugoslavien                      | 0                                |
| =                                | Marokko                          | 0                                |
| =                                | Monaco                           | 0                                |
| =                                | Serbien og Montenegro            | 0                                |
| =                                | Slovakiet                        | 0                                |

| Aserbajdsjan har modtaget pont fra | Aserbajdsjan har modtaget pont fra | Aserbajdsjan har modtaget pont fra |
| Placering                          | Land                               | Point                              |
| ---------------------------------- | ---------------------------------- | ---------------------------------- |
| 1                                  | Rusland                            | 124                                |
| 2                                  | Georgien                           | 119                                |
| 3                                  | Moldova                            | 103                                |
| 4                                  | Ukraine                            | 99                                 |
| 5                                  | Malta                              | 75                                 |
| 6                                  | Hviderusland                       | 71                                 |
| 7                                  | Grækenland                         | 67                                 |
| 8                                  | Cypern                             | 61                                 |
| =                                  | Litauen                            | 61                                 |
| 10                                 | Tjekkiet                           | 60                                 |
| =                                  | Tyrkiet                            | 60                                 |
| 12                                 | Ungarn                             | 59                                 |
| 13                                 | Bulgarien                          | 58                                 |
| 14                                 | Israel                             | 56                                 |
| 15                                 | Rumænien                           | 49                                 |
| =                                  | San Marino                         | 49                                 |
| 17                                 | Montenegro                         | 47                                 |
| 18                                 | Albanien                           | 41                                 |
| 19                                 | Spanien                            | 36                                 |
| =                                  | Sverige                            | 36                                 |
| 21                                 | Bosnien-Hercegovina                | 34                                 |
| =                                  | Polen                              | 34                                 |
| 23                                 | Serbien                            | 31                                 |
| 24                                 | Belgien                            | 30                                 |
| 25                                 | Kroatien                           | 29                                 |
| =                                  | Nordmakedonien                     | 29                                 |
| 27                                 | Letland                            | 28                                 |
| =                                  | Portugal                           | 28                                 |
| 29                                 | Holland                            | 27                                 |
| 30                                 | Norge                              | 26                                 |
| 31                                 | Østrig                             | 25                                 |
| 32                                 | Estland                            | 24                                 |
| =                                  | Island                             | 24                                 |
| 34                                 | Storbritannien                     | 22                                 |
| 35                                 | Frankrig                           | 21                                 |
| 36                                 | Italien                            | 20                                 |
| 37                                 | Danmark                            | 19                                 |
| =                                  | Slovenien                          | 19                                 |
| 39                                 | Slovakiet                          | 17                                 |
| 40                                 | Irland                             | 16                                 |
| 41                                 | Finland                            | 12                                 |
| 42                                 | Schweiz                            | 11                                 |
| =                                  | Tyskland                           | 11                                 |
| 44                                 | Andorra                            | 7                                  |
| 45                                 | Australien                         | 5                                  |
| 46                                 | Armenien                           | 1                                  |
| 47                                 | Jugoslavien                        | 0                                  |
| =                                  | Luxembourg                         | 0                                  |
| =                                  | Marokko                            | 0                                  |
| =                                  | Monaco                             | 0                                  |
| =                                  | Serbien og Montenegro              | 0                                  |

## Vært
| År   | By   | Scene             | Værter                                              |
| ---- | ---- | ----------------- | --------------------------------------------------- |
| 2012 | Baku | Baku Crystal Hall | Leyla Aliyeva, Eldar Qasımov & Nargiz Birk-Petersen |

## Kommentatorer og jurytalsmænd
| År   | Kommentator                       | Jurytalsmand        |
| ---- | --------------------------------- | ------------------- |
| 2007 | Murad Arif & Leyla Quliyeva       | Deltog ikke         |
| 2008 | İsa Məlikov & Hüsniyə Məhərrəmova | Leyla Quliyeva      |
| 2009 | İsa Məlikov & Leyla Quliyeva      | Hüsniyə Məhərrəmova |
| 2010 | Hüsniyə Məhərrəmova               | Tamilla Şirinova    |
| 2011 | Leyla Quliyeva                    | Səfurə Əlizadə      |
| 2012 | Könül Arifqızı & Saleh Bağırov    | Səfurə Əlizadə      |
| 2013 | Konul Arifgizi                    | Tamilla Şirinova    |
| 2014 | Konul Arifgizi                    | Səbinə Babayeva     |
| 2015 | Kamran Quliyev                    | Tural Əsədov        |
| 2016 | Azər Süleymanlı                   | Tural Əsədov        |
| 2017 | Azər Süleymanlı                   | Tural Əsədov        |
| 2018 | Azər Süleymanlı                   | Tural Əsədov        |
| 2019 | Murad Arif                        | Faiq Ağayev         |
| 2021 | Murad Arif & Husniya Maharramova  | Ell & Nikki         |
| 2022 | Murad Arif                        | Narmin Salmanova    |
| 2023 | Azər Süleymanlı                   | Nərmin Salmanova    |
| 2024 | Nurlana Cəfərova                  | Aysel Teymurzadeh   |
| 2025 | Elnarə Xəlilova & Ağa Nadırov     | Səfurə Əlizadə      |

## Galleri
- Elnur & Samir ved Eurovision Song Contest 2008 i Beograd.
- Mamagama i Basel (2025)